# 久和茂
久和茂（きゅうわ しげる、Shigeru Kyuwa、1956年 - ）は、日本の獣医師、農学者。東京大学 名誉教授。学位は農学博士（東京大学・1985年）。
東京大学大学院農学生命科学研究科 食の安全研究センター 特任教授。専門は実験動物学、ウイルス学など。公益社団法人 日本獣医学会 元理事長。

## 略歴
- 1980年 - 東京大学農学部 畜産獣医学科（当時） 卒業
- 1985年 - 東京大学大学院農学系研究科（当時） 博士課程修了
- 1985年 - 1998年 東京大学医科学研究所 助手
- 1998年 - 2000年 熊本大学生物資源開発研究センター（現生命資源研究・支援センター） 助教授
- 2003年 - 2005年 文科省 学術調査官 兼任
- 2000年8月 - 2007年3月 東京大学大学院農学生命科学研究科 助教授
- 2007年4月 - 2011年7月 東京大学大学院農学生命科学研究科 准教授
- 2011年8月 - 東京大学大学院農学生命科学研究科 獣医学専攻 教授
- 2022年3月 - 東京大学定年退官[5]。
- 2022年4月 - 東京大学大学院農学生命科学研究科 食の安全研究センター リスク評価科学部門 生体影響評価研究室 特任教授

## 著書
- 『獣医学教育モデル・コア・カリキュラム準拠実験動物学(第2版) 単行本』朝倉書店〈朝倉書店新書〉、2018年3月16日。ISBN 978-4254460360。

など。

## 所属学会
- 日本ウイルス学会
- 日本獣医学会
- 日本実験動物医学会
- 日本実験動物学会
- 日本毒性学会